# The Man They Could Not Hang
Omul care nu putea fi spânzurat (titlu original: The Man They Could Not Hang) este un film SF de groază american din 1939 regizat de Nick Grinde. În rolurile principale joacă actorii Lorna Gray, Robert Wilcox, Roger Pryor, Don Beddoe și Boris Karloff. Filmul este o refacere a filmului The Walking Dead (1936) regizat de Michael Curtiz.

## Distribuție
- Boris Karloff - Dr. Henryk Savaard
- Lorna Gray - Janet Savaard
- Robert Wilcox - Scoop Foley
- Roger Pryor - Dist. Atty. Drake
- Don Beddoe - Police Lt. Shane
- Ann Doran - Betty Crawford
- Joe De Stefani - Dr. Stoddard
- Charles Trowbridge - Judge Bowman
- Byron Foulger - Lang
- Dick Curtis - Clifford Kearney
- James Craig - Watkins
- John Tyrrell - Sutton